# إلياس كارتر
إلياس كارتر (بالإنجليزية: Elias Carter)‏ هو مهندس معماري أمريكي، ولد في 1781، وتوفي في 1864.